# Colin Lucas

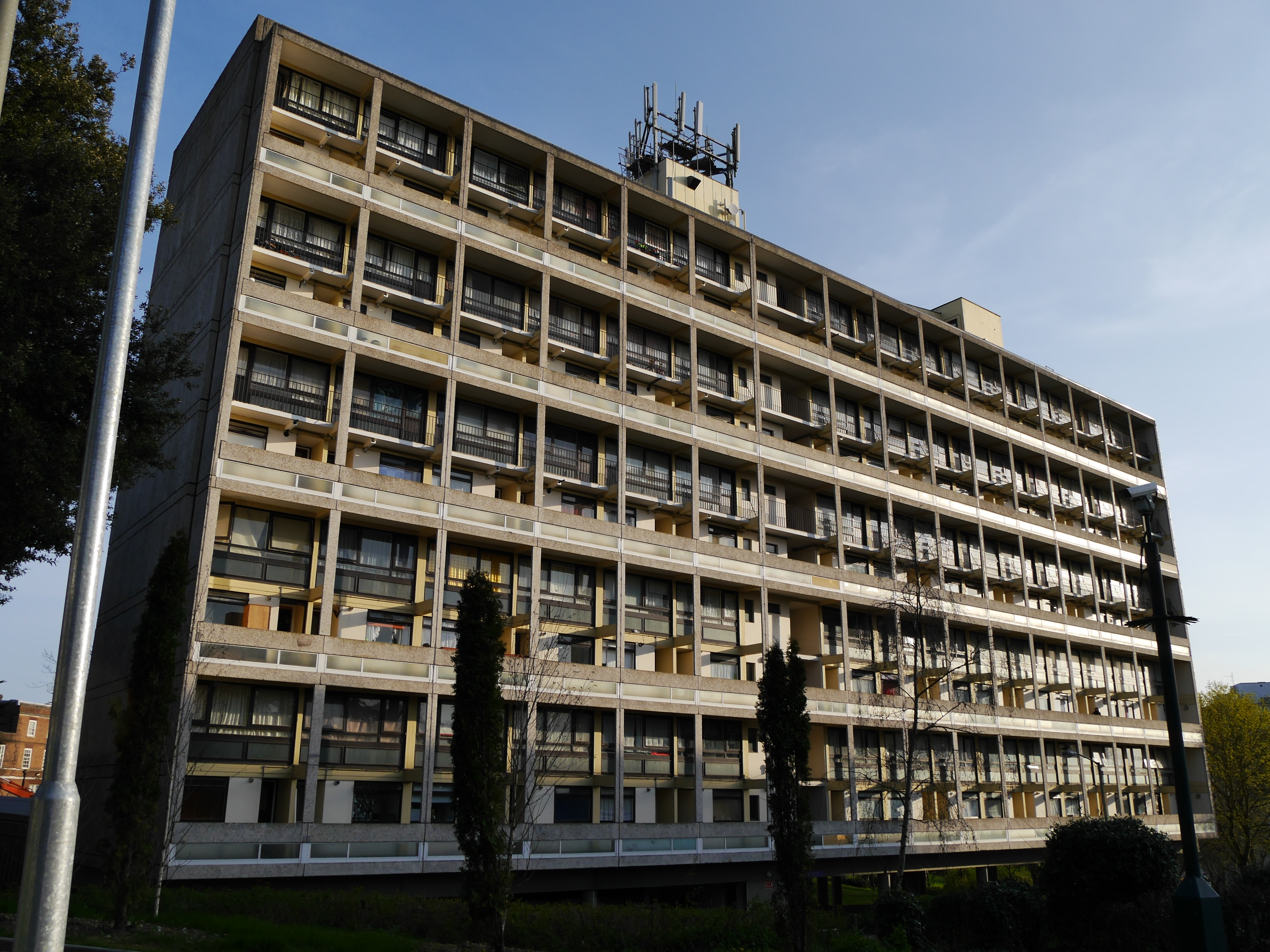
Edificio Alton West Estate en Roehampton, Wandsworth (1951-1978)

Colin Anderson Lucas (Londres, 1906 - Londres, 1984) fue un arquitecto racionalista británico. 

## Trayectoria
Estudió en la Universidad de Cambridge. En 1933 se asoció con Amyas Connell y Basil Ward, formando el estudio Connell, Ward & Lucas, uno de los más vanguardistas del país, interesado especialmente en la experimentación con nuevas técnicas de construcción. Especializados en casas de ámbito privado, fueron autores de la Concrete House en Westbury-on-Trym (1934), Kent House en Chalk Fram (Londres, 1934), las casas de Parkwood Estate en Ruislip (Londres, 1935), las de Temple Gardens n.º 6 en Moor Park (1937) y de Frognal n.º 66 en Hampstead (1938), de inspiración lecorbusieriana. En 1939 disolvieron la sociedad.
Durante la Segunda Guerra Mundial trabajó para el Ministerio de Obras Públicas. En 1951 fue nombrado arquitecto consejero de la sección de vivienda del Gran Londres. Su obra más relevante en este período fue el edificio Alton West Estate en Roehampton, Wandsworth (1951-1978), inspirado en la Unité d'Habitation de Le Corbusier.